# Belmont (Baix Rin)
Belmont (en alemany Schönenberg) és un municipi francès al departament del Baix Rin (regió del Gran Est). L'any 1999 tenia 147 habitants. L'u d'abril de 1974 es va fusionar amb Waldersbach i Bellefosse, i el 1975 amb Fouday per a formar Ban-de-la-Roche. L'u de gener de 1992 fou restablit com a municipi.
Forma part del cantó de Mutzig, del districte de Molsheim i de la Comunitat de comunes de la Vall de la Bruche.
| 1962 | 1968 | 1975 | 1982 | 1990 | 1999 |
| ---- | ---- | ---- | ---- | ---- | ---- |
| 156  | 158  | 134  | 125  | 137  | 147  |